# Дивофф, Эндрю
Эндрю Дэниел Дивофф (англ. Andrew Daniel Divoff, род. 2 июля 1955) — американский актёр русского происхождения.

## Ранние годы
Эндрю Дивофф родился в Сан-Томе, Венесуэла. Отец Эндрю — русский, а мать — каталонка. Имя Дивоффа — это английская версия имени Андрей Дивов, с тем исключением, что фамилия передана фонетически на слух, а не через англо-русскую транскрипцию.

## Карьера
Дивофф начал сниматься в кино в начале 1980-х годов. Он известен благодаря ролям в таких фильмах, как «Другие сорок восемь часов» (1990), «Ночная смена» (1990), «Игрушечные солдатики» (1991), «Пропавшие миллионы» (1994), «Экстро 3: Проклятие небес» (1995), «Адреналин: Страх погони» (1996), «Самолёт президента» (1997), «Исполнитель желаний» (1997), «Исполнитель желаний 2» (1999), «Американская мечта» (2006), «Индиана Джонс и Королевство хрустального черепа» (2008) и другие. Также снимался в телесериалах «Шпионка», «Остаться в живых», «Чёрная метка», «Воздействие», «C.S.I.: Место преступления Майами», «Мыслить как преступник».

## Личная жизнь
Первой женой Эндрю Дивоффа была русская актриса Раиса Данилова, они были женаты с 1992 по 1998 годы.
Эндрю говорит на восьми языках: английском, русском, испанском, итальянском, французском, немецком, каталанском и португальском.

## Избранная фильмография
| Год       |    | Русское название                                | Оригинальное название                              | Роль                                      |
| --------- | -- | ----------------------------------------------- | -------------------------------------------------- | ----------------------------------------- |
| 1986      | с  | Сумеречная зона                                 | The Twilight Zone                                  | Владимир                                  |
| 1986      | ф  | Неоновые маньяки                                | Neon Maniacs                                       | Док                                       |
| 1986      | с  | Команда «А»                                     | The A-Team                                         | н/д                                       |
| 1987      | с  | Секретный агент Макгайвер                       | MacGyver                                           | русский охранник                          |
| 1987      | с  | Мэтлок                                          | Matlock                                            | федеральный агент                         |
| 1988      | ф  | Мак и я                                         | Mac and Me                                         | полицейский                               |
| 1989      | с  | Тридцать-с-чем-то                               | Thirtysomething                                    | водитель лимузина                         |
| 1990      | ф  | Охота за «Красным Октябрём»                     | The Hunt for Red October                           | Андрей Амальрик                           |
| 1990      | тф | На рассвете                                     | By Dawn’s Early Light                              | помощник русского премьер-министра        |
| 1990      | ф  | Другие сорок восемь часов                       | Another 48 Hrs.                                    | Черри Ганз                                |
| 1990      | ф  | Ночная смена                                    | Graveyard Shift                                    | Денсон                                    |
| 1991      | ф  | Игрушечные солдатики                            | Toy Soldiers                                       | Луис Кали                                 |
| 1992      | ф  | Назад в СССР                                    | Back in the USSR                                   | Димитро                                   |
| 1992—1996 | с  | Горец                                           | Highlander: The Series                             | Гавриель Ларка / Брайан Слейд             |
| 1993      | ф  | Крутые виражи                                   | Running Cool                                       | Боун                                      |
| 1993      | с  | Приключения Бриско Каунти-младшего              | The Adventures of Brisco County, Jr.               | Блэкбирд Лякутт                           |
| 1994      | ф  | Пропавшие миллионы                              | A Low Down Dirty Shame                             | Мендоза                                   |
| 1995      | в  | Незнакомка                                      | The Stranger                                       | Эйнджел                                   |
| 1995      | ф  | Экстро 3: Проклятие небес                       | Xtro 3 Watch The Skies                             | капитан Феттерман                         |
| 1995—2000 | с  | Крутой Уокер: Правосудие по-техасски            | Walker, Texas Ranger                               | разные персонажи                          |
| 1996      | ф  | Адреналин: Страх погони                         | Adrenalin: Fear the Rush                           | Стернс                                    |
| 1997      | ф  | Самолёт президента                              | Air Force One                                      | Борис Базилев                             |
| 1997      | ф  | Исполнитель желаний                             | Wishmaster                                         | Джинн / Натаниэль Демерест                |
| 1997      | с  | Конан                                           | Conan the Adventurer                               | генерал Горот                             |
| 1997—2000 | с  | Детектив Нэш Бриджес                            | Nash Bridges                                       | Блэкбирд / Карл Дуган                     |
| 1998      | с  | Китайский городовой                             | Martial Law                                        | Лютер Фэллон                              |
| 1999      | в  | Исполнитель желаний 2                           | Wishmaster 2: Evil Never Dies                      | Джинн / Натаниэль Демерест                |
| 2001      | с  | Под прикрытием                                  | UC: Undercover                                     | Мартин Ритгер                             |
| 2002—2005 | с  | Военно-юридическая служба                       | JAG                                                | полковник Фадиль Наджар / русский капитан |
| 2004      | ф  | Московская жара                                 | Moscow Heat                                        | Эдвард Уэстон                             |
| 2005      | с  | Шпионка                                         | Alias                                              | Люсьен Нисард                             |
| 2006      | ф  | Американская мечта                              | American Dreamz                                    | переводчик с китайского                   |
| 2006      | с  | Отряд «Антитеррор»                              | The Unit                                           | майор                                     |
| 2006—2010 | с  | Остаться в живых                                | Lost                                               | Михаил Бакунин                            |
| 2007      | ф  | Ярость                                          | The Rage                                           | д-р Виктор Василенко                      |
| 2007      | ф  | Форсаж да Винчи                                 | Treasure Raiders                                   | полковник Кронин                          |
| 2008      | ки | —                                               | Lost: Via Domus                                    | Михаил Бакунин                            |
| 2008      | ф  | Индиана Джонс и Королевство хрустального черепа | Indiana Jones and the Kingdom of the Crystal Skull | советский солдат                          |
| 2008      | с  | Чёрная метка                                    | Burn Notice                                        | Айвен                                     |
| 2008      | ки | —                                               | Command & Conquer: Red Alert 3                     | генерал Николай Крюков                    |
| 2008      | с  | Закон и порядок: Специальный корпус             | Law & Order: Special Victims Unit                  | Андре Бушидо                              |
| 2008—2009 | с  | C.S.I.: Место преступления Майами               | CSI: Miami                                         | Иван Сарнофф                              |
| 2009      | с  | Воздействие                                     | Leverage                                           | Сергей                                    |
| 2009      | с  | Мыслить как преступник                          | Criminal Minds                                     | папа                                      |
| 2010      | ф  | Убийство в Вегасе                               | Magic Man                                          | Рудольф Трэдуэлл                          |
| 2010      | ки | —                                               | Call of Duty: Black Ops                            | Лев Кравченко                             |
| 2012      | ф  | Ночь живых мертвецов: Начало                    | Night of the Living Dead 3D: Re-Animation          | Джеральд Товар-младший                    |
| 2012      | ки | —                                               | Call of Duty: Black Ops II                         | Лев Кравченко                             |
| 2013      | с  | Никита                                          | Nikita                                             | Амон Криг                                 |
| 2014      | в  | Крутые чуваки                                   | Bad Asses                                          | Леандро Геррера                           |
| 2014      | с  | Штамм                                           | The Strain                                         | Питер Бишоп                               |
| 2015—2016 | с  | Чёрный список                                   | The Blacklist                                      | Каракурт                                  |
| 2017      | с  | Колония                                         | Colony                                             | посол Кинг                                |
| 2020      | с  | Перри Мейсон                                    | Perry Mason                                        | Эл Ховард                                 |
| 2020      | ки | —                                               | Call of Duty: Black Ops Cold War                   | Лев Кравченко                             |